# Expédition punitive britannique au Bénin
L'expédition punitive britannique au Bénin (le Bénin situé au sud du Nigéria et non celui du pays qui se nomme aujourd’hui le Bénin qui était anciennement le royaume du Dahomey) fut organisée en 1897 en réponse au massacre du détachement Phillips. Elle aboutit à la prise de la ville de Benin City, au pillage du trésor royal et à la destitution de son souverain, l'Oba Ovǫnramwęn Nǫgbaisi.

## Contexte

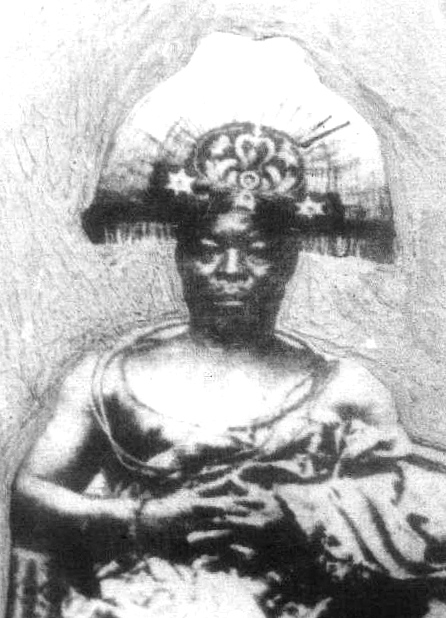
Ovǫnramwęn Nǫgbaisi, oba du Bénin.

Au cours du dernier quart du XIXe siècle, le royaume du Bénin est entré dans une période de déclin. Il doit faire face à des voisins de plus en plus puissants, tandis que les Britanniques pénètrent de plus en plus profondément à l'intérieur des terres. Les souverains du Bénin réagissent par une multiplication des sacrifices humains et une politique isolationniste.
Dans les années 1880 et 1890, la pression des Britanniques se fait plus forte. Pour préserver l'indépendance du royaume, l'oba restreint petit à petit les exportations jusqu'à ce que celles-ci ne se fassent plus qu'en huile de palme. Le consul britannique, Hewitt, souhaite signer un accord de protectorat avec l'oba, mais sa visite, prévue en 1884, est continuellement reportée. La rencontre a finalement lieu en 1890, mais l'oba Ovǫnramwęn est toujours réticent.
Ce n'est qu'en 1892 qu'il se prête avec mauvaise volonté à la signature d'un traité et sans en mesurer les conséquences. Les Britanniques n'en retirent pas les bénéfices escomptés et reprochent avec de plus en plus d'insistance à l'oba la pratique des sacrifices humains.

## Casus Belli
Le consul général du protectorat de la Côte du Niger, Ralph Moor (en), souhaite monter une expédition contre le Bénin, mais le gouvernement britannique ne veut pas se laisser entraîner dans l'aventure. C'est dans ce contexte qu'en 1896, en l'absence de Moor, le jeune consul adjoint James Robert Phillips demande au Foreign Office l'autorisation de procéder à la déposition de l'oba. Par télégramme, le Foreign Office lui répond qu'il n'est pas question de recourir à la force pour arriver à une solution. 
Alors qu'il n'a pas encore reçu cette réponse, Phillips se rend à Bénin avec un détachement de neuf hommes et neuf cents porteurs. Sa venue est jugée inopportune par l'oba, qui invoque des raisons de cérémonie religieuse, mais Phillips s'obstine. Contre l'avis de l'Oba qui souhaite temporiser, les chefs du palais ordonnent d'attaquer l'expédition : six officiers britanniques et près de 200 porteurs africains sont tués.

## L'expédition

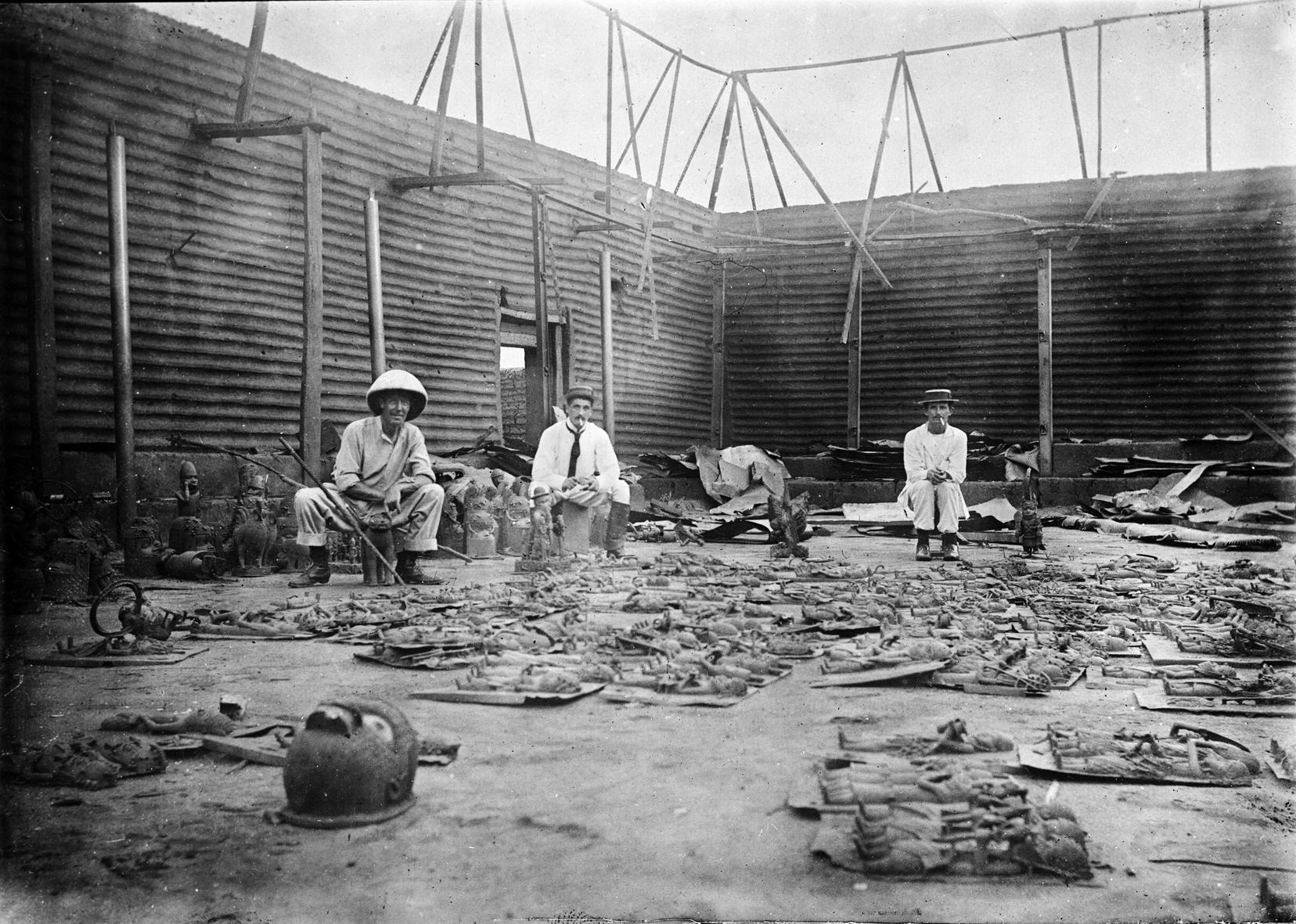
Trois Britanniques à l'intérieur du palais de l'Oba, Benin City, 1897.

Lorsque la nouvelle arrive à Londres, les Britanniques lancent une expédition punitive. Une force de 1 500 hommes, dirigée par l'amiral Harry Rawson, prend la capitale le 18 février 1897 au prix de lourdes pertes. La ville est pillée, incendiée et réduite en cendre par les Britanniques. Les restes de centaines de personnes, sacrifiées au cours des semaines qui ont précédé pour conjurer l'arrivée des Britanniques, sont découverts.
Le 5 août, l'oba vient se livrer aux Britanniques, qui ouvrent un procès. Les chefs du palais responsables du massacre de l'expédition Phillips, sont condamnés à mort. On propose à l'oba de coopérer avec l'occupant mais il s'enfuit. Rattrapé, il est forcé à l'exil vers Calabar, une lointaine ville du Nigéria.
Au cours de l'expédition, on met la main sur le trésor de l'oba, mais à première vue, il a peu de valeur. De nombreux objets sont emportés par les participants à l'expédition à titre de souvenirs. C'est ainsi que sont dispersés et en partie perdus plus de 2 500 « bronzes du Bénin ». Ils finissent par se retrouver sur le marché de l'art et aboutissent dans des musées, notamment le British Museum. Le gouvernement britannique lui-même en vend une partie « pour couvrir les frais de l'expédition ».
Dès 1897, la province de Warri est séparée du reste du royaume. La guerre aboutit à la fin de l'indépendance du royaume en 1900 où le Bénin est incorporé dans l'empire colonial britannique à l'intérieur du protectorat du Nigéria du Sud. Après la mort Ovǫnramwęn en 1914, la monarchie du Bénin est rétablie, mais le nouvel oba, Eweka II, n'a plus de réel pouvoir.